# Henri François Robert Brandts Buys
Henri François Robert Brandts Buijs (Deventer, 20 april 1850 - Ede, 17 oktober 1905) was een Nederlandse dirigent en componist. Hij schreef een van de weinige Nederlandse opera's, Albrecht Beiling, die in 1891 werd opgevoerd. Hij is een lid van de in de muziek bekende familie Brandts Buys. Net als zijn vader Cornelis Alijander Brandts Buys en oudere broers Marius Adrianus en Ludwig Felix kreeg hij de muzikaliteit mee in de genen en koos een beroep in de muziek.
Henri nam de taken van zijn vader waar als dirigent van het gemengd toonkunstkoor Swelingh in 1868-1869. Daarna vertrok hij naar Keulen om zijn vaardigheden als pianist en componist verder te ontwikkelen. Teruggekomen in Nederland werd hij in 1878 dirigent van een gemengd koor in Lochem en het Deventer Mannenkoor die hij in 1877 uitbreidde door er een gemengd koor van te maken. Hij zou daar tot 1880 dirigent blijven. Hij was ook dirigent van het gemengd koor Erato uit Nijmegen en in het seizoen 1877-1878 dirigeerde hij het toonkunstkoor Zutphen.
Van 1878 tot 1885 was hij dirigent van het Amstel Mannenkoor in Amsterdam, daarnaast ook nog van de Amsterdamse koren Oefening Baart Kunst en Musis Sacrum. Hij heeft diverse grote concerten gedirigeerd, zoals het concert ter viering van koning Willem III zijn zeventigste verjaardag waarin 5000 schoolkinderen nationale liederen zongen, geschreven door leden van de familie Brandts Buys.
Hij trouwde op 1 juli 1880 in Gorssel met Martine Hesselink, een zus van Pauline Hesselink, de vrouw van zijn broer. Ze kregen één zoon, Willem Alijander Hans waarvan de afstammelingen tegenwoordig in de Verenigde Staten van Amerika en op Tahiti wonen.